# Réseau autoroutier tchèque
 (juillet 2023).

Une nouvelle signalisation routière indiquant aux conducteurs qu'au 1er janvier 2016 ils voyagent sur une dálnice.

Numéro d'un signe d'autoroute en Tchéquie.

Le réseau autoroutier tchèque n'est plus séparé en deux catégories depuis que la catégorie des rychlostní silnice a été abolie le 31 décembre 2015.
La plupart des anciennes rychlostní silnice ont été qualifiées d'autoroutes fully-fledged alors que des sections ont été rétrogradées à des simple routes à deux chaussées avec un signe réservant leur utilisation aux véhicules à moteur (silnice pro motorová vozidla) leur vitesse maximale va jusqu'à 110 km/h, car elles ne répondent pas aux standards des autoroutes. Cela concerne notamment la route expresse R35 entre Liberec et Turnov qui a été classé depuis le 1er janvier 2016 comme route pour véhicules à moteurs (avec une vitesse limitée à 130 km/h).
Les autoroutes sont gérées par la Direction des routes et autoroutes de la République tchèque propriété de l’État – ŘSD ČR, créée en 1997. Le ŘSD gère et entretient 1 213 km d'autoroutes (dálnice), où la vitesse maximale autorisée est de 130 km/h (ou 80 km/h en ville). Le réseau actuel devrait atteindre 2 000 km avant 2030.
Ce réseau d'autoroutes participe aux réseaux autoroutiers européens.

## Péage
- achevé
- en construction
- prévu

Plan du réseau autoroutier devant être réalisé avant 2030.

Légende des tronçons :
achevé
en construction
prévu
Carte des autoroutes tchèques, au 1er janvier 2025

Pour les véhicules à moteur d'un poids inférieur à 3,5 tonnes, les autoroutes tchèques (en 2016 seules certaines autoroutes sont concernées) sont sujettes à des frais d'accès sous la forme d'une vignette de péage temporelle (dálniční známka ou dálniční kupón), en 2016 valide dix jours (310 CZK), un mois (440 CZK) et une année (1500 CZK).
Les exemptions sont les suivantes:
- autoroute D1 Kývalka – Brno, Brno – Holubice (sortie 182 – 210 ; 28 km)
- autoroute D3 Mezno – Čekanice (sortie 76 – 79, 3 km)
- autoroute D6 Jesenice – Cheb, sever (sortie 162 – 169, 7 km)
- autoroute D10 Mladá Boleslav, Bezděčín – Mladá Boleslav (sortie 39 – 46, 7 km)

À partir du 1er janvier 2007 un nouveau système de péage électronique c'est-à-dire un péage à distance pour les véhicules qui excèdent 12 tonnes a été introduit pour les autoroutes et certaines routes de première classe (silnice první třídy), au total 200 km. Depuis le 1er janvier 2010, cela s'applique aussi aux véhicules de plus de 3,5 tonnes.
Un débat public est en cours sur la mise en place du péage électronique pour tous les véhicules et pour toutes les voitures.

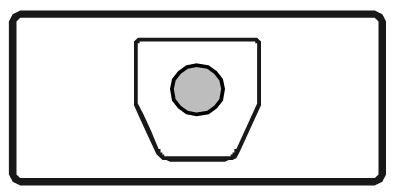
Un panneau routier informant du début de l'obligation de vignette autoroutes (toll label) pour les voitures ≤ 3,5 t
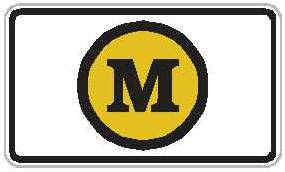
Un panneau routier informant du début de péage électronique pour les véhicules > 3,5 t
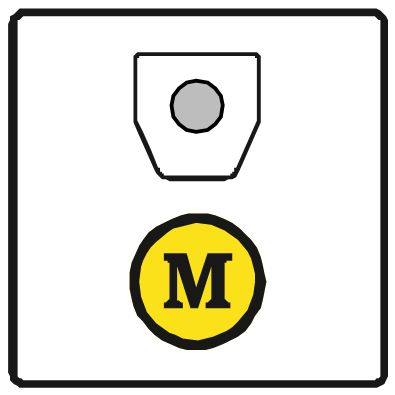
Un panneau routier informant du début à la fois du péage par vignette et du péage électronique
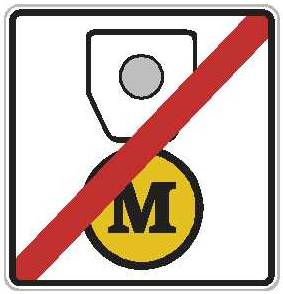
Un panneau routier informant de la fin à la fois du péage par vignette et du péage électronique

### Avant la Seconde Guerre mondiale

plan officiel du réseau autoroutier pour la Deuxième République tchécoslovaque (1938), après une modification due à la cession de certains territoires à la Hongrie en résultat du Premier arbitrage de Vienne.

Plan du réseau autoroutier pour le Protectorat de Bohême et Moravie dans l'Allemagne nazie (à gauche) et (à droite) dans la première République slovaque indépendante (1939).

Plan du réseau autoroutier renouvelé pour la République socialiste tchécoslovaque (1963).

## Autoroutes

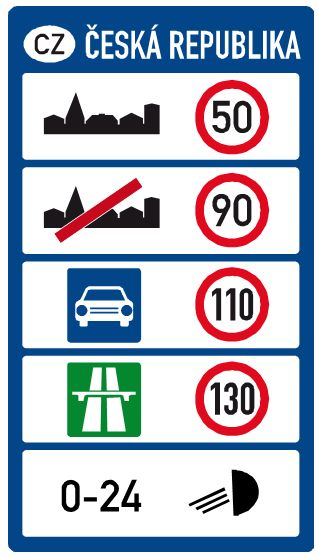
Panneau frontalier annonçant les limitations de vitesse générales en République tchèque

Les autoroutes tchèques (en tchèque : dálnice, (abbr. D) sont définies comme des routes ayant deux voies dans chaque direction, avec une bande d'arrêt d'urgence. La vitesse maximale est de 130 km/h. Leur boucliers routiers sont écrits en blanc sur fond rouge et la signalisation routière est en blanc sur fond vert. Depuis le 1er janvier 2016, le réseau autoroutier tchèque comprend 18 autoroutes, dont 17 sont au moins partiellement opérationnelles, mais seulement 4 (D2, D5, D10 et D46) ont été achevées ; une autre, la D8 doit être achevée pour la fin de l'année 2016.
La numérotation des autoroutes reflète le numéro des routes nationales précédentes le long desquelles elles ont été construites ou de celles qu'elles remplacent. Après la construction de l'autoroute, les routes nationales remplacées sont reclassées en routes régionales avec un numéro commençant par 5 ou 6 et ayant 3 chiffres. Par exemple, après l'achèvement de l'autoroute D8 (Prague - Lovosice), la route nationale précédente I/8 entre Prague et Lovosice est devenue la route régionale 608. Les routes régionales sont entretenues par les régions (kraj) et non par l’État directement.
| Autoroute | Numéro de l'autoroute | itinéraire de l'autoroute                                                                                                  | En service (km) | En construction (km) | Longueur totale (km) |
| --------- | --------------------- | --- | --------------- | -------------------- | -------------------- |
|           | D0                    | Pražský okruh (Périphérique de Prague)                                                                                     | 41              |                      | 83                   |
| D1        | D1                    | Prague – Jihlava – Brno – Vyškov – Hulín – Přerov – Lipník nad Bečvou – Bělotín – Ostrava – Bohumín – Pologne (autoroute ) | 352             | 14                   | 376                  |
| D2        | D2                    | Brno – Břeclav – Slovaquie (autoroute )                                                                                    | 61              |                      | 61                   |
| D3        | D3                    | Prague – Tábor – České Budějovice – Dolní Dvořiště – Autriche (voie rapide )                                               | 42              | 16                   | 172                  |
| D4        | D4                    | Prague – Příbram – Třebkov                                                                                                 | 38              | 5                    | 86                   |
| D5        | D5                    | Prague – Beroun – Rokycany – Plzeň – Rozvadov – Allemagne (autoroute allemande )                                           | 151             |                      | 151                  |
|           | D6                    | Prague – Karlovy Vary – Sokolov – Cheb – Pomezí nad Ohří – Allemagne (route allemande )                                    | 76              |                      | 167                  |
| D7        | D7                    | Prague – Louny – Chomutov                                                                                                  | 35              |                      | 82                   |
| D8        | D8                    | Prague – Lovosice – Ústí nad Labem – Krásný Les – Allemagne (autoroute allemande )                                         | 82              | 13                   | 94                   |
|           | D10                   | Prague – Mladá Boleslav – Turnov                                                                                           | 71              |                      | 71                   |
| D11       | D11                   | Prague – Poděbrady – Hradec Králové – Jaroměř – Trutnov – Královec – Pologne ()                                            | 87              | 4                    | 154                  |
|           | D35                   | Hradec Králové – Svitavy – Mohelnice – Olomouc – Lipník nad Bečvou                                                         | 63              |                      | 174                  |
| D46       | D46                   | Vyškov – Prostějov – Olomouc                                                                                               | 38              |                      | 38                   |
| D48       | D48                   | Bělotín – Nový Jičín – Frýdek-Místek – Český Těšín                                                                         | 31              |                      | 75                   |
| D49       | D49                   | Hulín – Zlín – Vizovice – Střelná – Slovaquie (voie rapide )                                                               | 0               |                      | 69                   |
|           | D52                   | Brno – Pohořelice – Mikulov – Autriche (autoroute )                                                                        | 17              |                      | 53                   |
|           | D55                   | Olomouc – Přerov – Hulín – Otrokovice – Hodonín – Břeclav                                                                  | 16              |                      | 101                  |
| D56       | D56                   | Ostrava – Frýdek-Místek | 12              |                      | 13                   |
|           | Total                 | | 1213            | 52                   | 2020                 |

À l'origine, une autoroute D47 était prévue depuis Brno jusqu'à Ostrava et la construction dans le tronçon Lipník nad Bečvou – Ostrava sous ce numéro a même commencé, mais à la fin de la ŘSD en 2006 la décision de classer la D47 comme une extension de la D1 a été prise.

## Routes pour véhicules à moteur

Un signal routier informant les conducteurs qu'ils conduisent sur une silnice pro motorová vozidla

Depuis 2016, les routes qui ne correspondent pas aux standards autoroutiers ont été classées comme routes réservée aux véhicules à moteur (silnice pro motorová vozidla). Ces routes communes ne sont pas sujettes à péage (sous la forme d'une vignette) pour les véhicules dont le poids total est inférieur à to 3,5 tonnes et leur limite de vitesse supérieure est de 110 km/h, partiellement et parfois de 130 km/h. La signalisation des routes réservées aux véhicules à moteur a comme sur d'autres routes communes, et conformément à la convention de Vienne un texte blanc sur fond bleu (alors que sur les autoroutes le fond est vert).
La fixation de la limite de vitesse est du ressort de la région (kraj) ; elle peut décider d'établir une vitesse à 110 km/h ou même à 130 km/h.

## Ouverture de nouvelles autoroutes
La construction de nouvelles autoroutes ces dernières années a été réduite en raison des scandales de corruption et des mesures d'austérité. voir la table ci-dessous. Toutefois, cela devrait changer dans les prochaines années.
| Autoroute | depuis             | vers                              | Longueur | Construction commencée | Prévision d'ouverture | Remarques                                                             |
| --------- | ------------------ | --------------------------------- | -------- | ---------------------- | --------------------- | --------------------------------------------------------------------- |
| D1        | Bílinka            | Řehlovice                         | 12,5 km  | 11/2007                | 12/2016               | D8 sera achevée                                                       |
| D1        | Skalka             | jonction avec la route no. II/118 | 4,8 km   | 04/2015                | 01/2017               |                                                                       |
| D1        | Praskačka          | Hradec Králové                    | 4,4 km   | 07/2014                | 08/2017               | pourra être prolongée vers Jaroměř                                    |
| D7        | Postoloprty        | Bitozeves                         | 3,8 km   | 04/2016                | 10/2017               |                                                                       |
| D4        | Lety               | Čimelice                          | 2,6 km   | 03/2016                | 12/2017               |                                                                       |
| D1        | Veselí nad Lužnicí | Bošilec                           | 5,1 km   | 04/2015                | 03/2018               |                                                                       |
| D1        | Borek              | Úsilné                            | 3,2 km   | 04/2015                | 03/2018               |                                                                       |
| D1        | Přerov             | Lipník nad Bečvou                 | 14,3 km  | 07/2015                | 07/2018               | avant-dernier tronçon de la D1                                        |
| D1        | Bošilec            | Ševětín                           | 8,1 km   | 09/2015                | 09/2018               | la D3 devrait rejoindre la frontière autrichienne vers la fin de 2020 |
| D7        | Panenský Týnec     | seconde chaussée                  | 3,5 km   | ?/2016                 | ?/2018                |                                                                       |